# Nguyễn Việt Oanh
Nguyễn Việt Oanh (sinh năm 1980) là chính trị gia người Việt Nam. Ông hiện đang là Phó Bí thư Tỉnh ủy Bắc Ninh, Chủ tịch Hội đồng nhân dân tỉnh Bắc Ninh nhiệm kỳ 2021 - 2026.
Ông nguyên là Trưởng ban Tuyên giáo Tỉnh ủy Bắc Giang, Chủ tịch Ủy ban nhân dân tỉnh Bắc Giang, Phó Bí thư Tỉnh ủy Bắc Giang.

## Tiểu sử
Ông Nguyễn Việt Oanh sinh ngày 26/7/1980.
Trình độ chuyên môn:
Đại học Giao thông vận tải Hà Nội (ngành Xây dựng cầu đường)
Đại học Thái Nguyên (ngành Luật Kinh tế)
Thạc sĩ xây dựng đường ô tô và đường thành phố;
Trình độ lý luận chính trị Cao cấp.

## Quá trình công tác
- Trước tháng 07/2013: Trải qua nhiều vị trí công tác tại Sở Giao thông vận tải tỉnh Bắc Giang.
- Tháng 07/2013 - 11/2016: Phó Giám đốc Sở Giao thông vận tải tỉnh Bắc Giang.
- Tháng 12/2016 - 06/2019: Phó Bí thư Thường trực Huyện ủy Lạng Giang.
- Tháng 07/2019 - 07/2023: Bí thư Huyện ủy Lục Ngạn (Tỉnh ủy viên từ tháng 10/2020).
- Tháng 8/2023 đến nay: Trưởng Ban Tuyên giáo Tỉnh ủy Bắc Giang (Ủy viên Ban Thường vụ Tỉnh ủy từ tháng 12/2023; đại biểu HĐND tỉnh nhiệm kỳ 2021 - 2026).

## Phó Bí thư Tỉnh ủy Bắc Giang
- Ngày 26/12/2024, Văn phòng Trung ương Đảng có Công văn số 12748-CV/VPTW thông báo ý kiến của Ban Bí thư Trung ương về việc giới thiệu nhân sự kiện toàn chức danh lãnh đạo của tỉnh Bắc Giang.
Trong đó, Ban Bí thư có ý kiến giới thiệu ông Nguyễn Việt Oanh, Ủy viên Ban Thường vụ Tỉnh ủy, Trưởng Ban Tuyên giáo Tỉnh ủy để bầu giữ chức Phó Bí thư Tỉnh ủy nhiệm kỳ 2020-2025, Chủ tịch UBND tỉnh Bắc Giang nhiệm kỳ 2021-2026.
- Ngày 27/12/2024, tại hội nghị lần thứ 23 do Ban Chấp hành Đảng bộ tỉnh Bắc Giang khóa XIX, ông Nguyễn Việt Oanh được bầu giữ chức Phó Bí thư Tỉnh ủy nhiệm kỳ 2020 - 2025.
Tại hội nghị, với 100% các đồng chí Tỉnh ủy viên có mặt bỏ phiếu nhất trí ông Nguyễn Việt Oanh được bầu giữ chức Phó Bí thư Tỉnh ủy nhiệm kỳ 2020-2025.

## Phó Bí thư Tỉnh ủy Bắc Ninh
Ngày 24/6/2025, Ủy ban Thường vụ Quốc hội đã ban hành Nghị quyết số 1729/NQ-UBTVQH15 chỉ định Chủ tịch, Phó Chủ tịch, Trưởng các Ban của Hội đồng nhân dân tỉnh Bắc Ninh nhiệm kỳ 2021 - 2026. Cụ thể, chỉ định ông Nguyễn Việt Oanh giữ chức vụ Chủ tịch Hội đồng nhân dân tỉnh Bắc Ninh mới nhiệm kỳ 2021 - 2026.
Ngày 30 tháng 6 năm 2025, tại tỉnh Bắc Giang, Phó Trưởng Ban Nội chính Trung ương Nguyễn Hữu Đông công bố Nghị quyết của Quốc hội về sắp xếp đơn vị hành chính cấp tỉnh (sáp nhập tỉnh Bắc Giang và Bắc Ninh thành tỉnh Bắc Ninh mới) và cấp xã. Ủy viên Bộ Chính trị, Bí thư Trung ương Đảng, Chủ nhiệm Ủy ban Kiểm tra Trung ương Nguyễn Duy Ngọc công bố và trao quyết định của Bộ Chính trị về thành lập Đảng bộ tỉnh Bắc Ninh mới, chỉ định đồng chí Phó Bí thư Tỉnh uỷ Bắc Giang Nguyễn Việt Oanh làm Phó Bí thư Tỉnh uỷ Bắc Ninh mới.